# Estació Biològica de Doñana
La Estació Biològica de Doñana (EBD) és un institut públic de recerca depenent del Consell Superior d'Investigacions Científiques (CSIC), dins de l'àrea de Recursos Naturals. Té com a objectiu la recerca, conservació i difusió del patrimoni biològic, atmosfèric, meteorològic, limnològic i geomorfològic del Parc de Doñana.
Té la seu en un edifici central a Isla de la Cartuja, Sevilla i dues estacions de camp, la ICTS del Parc de Doñana a Almonte (Huelva), i una altra, amb el nom d'Estació de Camp de Roblehondo, al Parc Natural de les Sierras de Cazorla, Segura i Las Villas, en la província de Jaén.

## Història
El biòleg Jose Antonio Valverde Gómez va promoure la conservació de Doñana. L'ONG ecologista WWF va organitzar una col·lecta per comprar els terrenys de Doñana, cosa que va aconseguir en 1963 en part amb fons del CSIC. L'organització cediria al CSIC els terrenys i l'Estació va ser fundada el gener de 1965 pel llavors president del CSIC, José Ibáñez Martín. En 1969 es va instituir la Reserva Biològica de Doñana com a Parc nacional i en 1994 es declara la Reserva Biològica de Doñana Patrimoni de la Humanitat per la UNESCO. En 2006 el Ministeri d'Educació i Ciència li dona el títol d'Infraestructura Científica i Tecnològica Singular (ICTS) a l'Estació Biològica, la qual cosa li dona l'oportunitat de millorar les seves instal·lacions i difondre millor les seves recerques a nivell internacional.
Des de 1964 es va situar la seu sevillana de l'Estació en un xalet del barri d'Heliópolis. En 1984 es traslladarà al Pavelló de Perú de l'Exposició Iberoamericana de 1929 i en la primavera de 2007 es traslladen a un edifici de nova construcció a Isla de la Cartuja de Sevilla. El Pavelló de Perú quedaria com un espai expositiu del CSIC denominat Casa de la Ciència.
En 2002, en part amb fons de l'Estació Biològica de Doñana, va poder crear-se el Museu del Món Marí al Parc Dunar de Matalascañas, com a Museu d'Història Natural centrat en la vida oceànica. No obstant això, per falta de finançament de la Junta d'Andalusia, el Museu va haver de tancar en 2012. El CSIC va anunciar que tractaria de recuperar l'immoble donant-li un ús més ampli, en relació amb tot el valor ecològic de Doñana.
Al setembre de 2015 el director Juan José Negro Balmaseda va ser destituït pel president del CSIC, Emilio Lora-Tamayo D'Ocon. El propi Negro, així com Ecologistes en Acció, van interpretar el cessament com una represàlia política. Altres organitzacions ecologistes com SEO i WWF a Andalusia van declarar sentir-se sorpresos per la destitució i preocupats perquè amb el canvi de direcció no es mantenen els posicionaments per part de l'EBD.
Juan José Negro va ser consultat durant participat en la recerca judicial oberta pel concurs promogut per la Junta d'Andalusia per adjudicar els drets miners d'Aznalcóllar. Les seves declaracions posaven en dubte el concurs organitzat per la Junta i per qual es va investigar a la exdirectora general de Mines, María José Asensio i altres sis càrrecs i funcionaris autonòmics.
El coordinador institucional del CSIC a Andalusia, Miguel Ferrer presideix la Fundació Migres, entitat contractada per Magtel per concórrer al concurs d'Aznalcóllar i que va guanyar finalment l'adjudicació de la Junta.
Els responsables del CSIC van negar que es tractés d'una represàlia política i van al·legar pèrdua de confiança en Negro per destituir-lo.

## Directors
- José Antonio Valverde Gómez (fundador, 1964-1975)
- Javier Castroviejo Bolívar (1975-1988)
- Miguel Delibes de Castro (1988-1996)
- Miguel Ferrer Baena (1996-2000)
- Fernando Hiraldo Cano (2000-2012)
- Juan José Negro Balmaseda (2012-2015)
- Joaquín Cerdá Sureda (en funcions)